# Neudöhlen

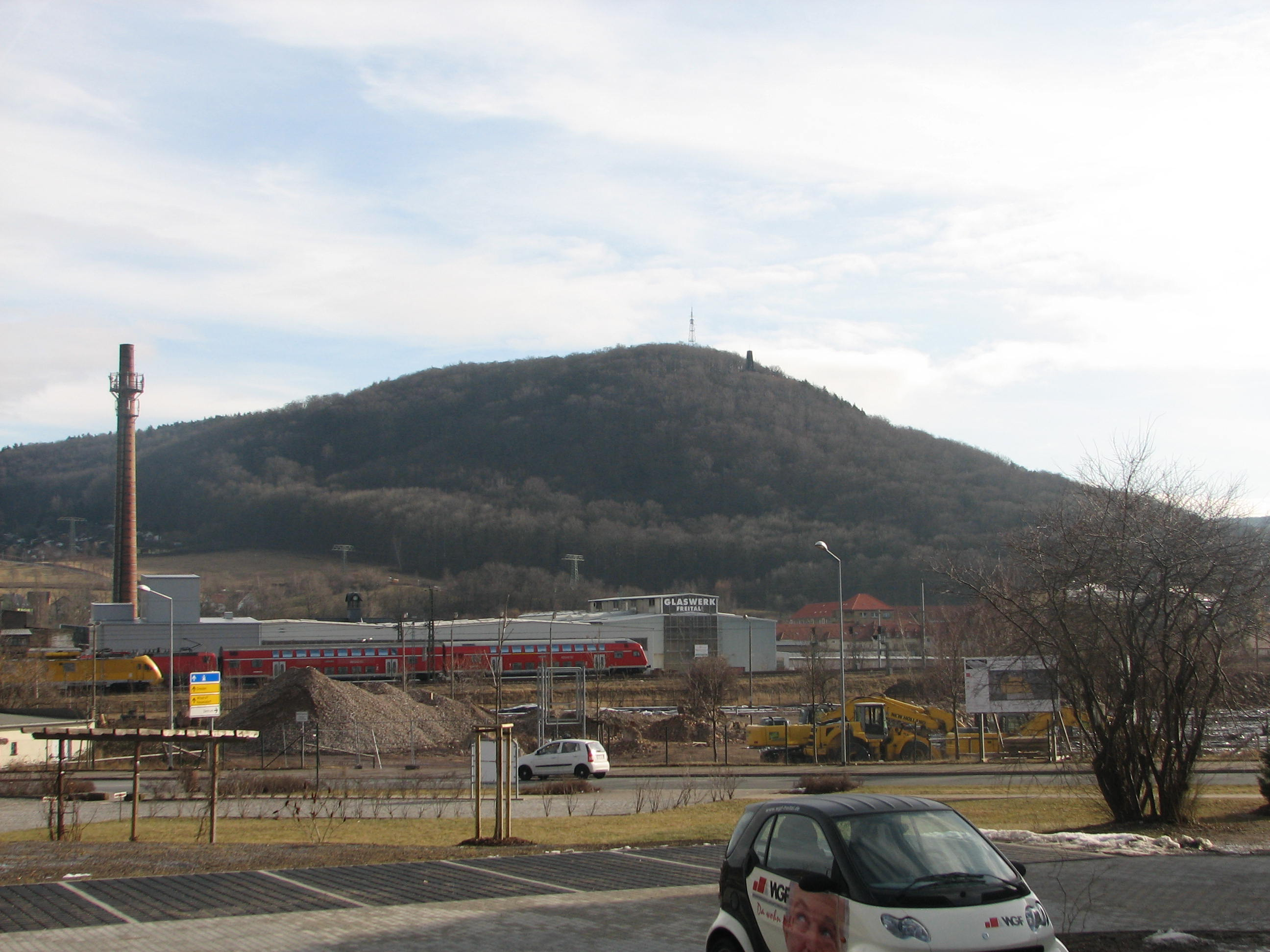
Blick auf das Glaswerk Döhlen und den Windberg

Neudöhlen ist eine Ortslage der sächsischen Großen Kreisstadt Freital im Landkreis Sächsische Schweiz-Osterzgebirge, die zum Stadtteil Döhlen gehört.
Neudöhlen befindet sich östlich des Döhlener Ortskerns an der Grenze zwischen den Freitaler Gemarkungen Döhlen und Großburgk und liegt links der Weißeritz. Die westliche Begrenzung bildet in etwa die Freitaler Nord-West-Tangente (Carl-Thieme-/Luther-/Hüttenstraße). Südliches Ende der Ortslage ist an der Gemarkungsgrenze zu Deuben der Neumarkt, die nördliche Begrenzung bildet die Gemarkungsgrenze zu Potschappel. Neudöhlen wird von der Freitaler Hauptverkehrsachse Dresdner Straße durchquert.

## Geschichte
Neudöhlen entstand 1890 dort, wo sich früher der seit 1539  wüst liegende Ort Weitzschen befand. Es bildeten sich zwei Ortskerne heraus, einer am Platz des Friedens bei der Grenze zu Potschappel und der andere zwischen der Schachtstraße und dem heutigen Neumarkt an der Grenze zu Deuben. Dazwischen erstreckt sich westlich der Dresdner Straße das Werksgelände der Glashütte Freital. Für deren Arbeiter wurden auf der anderen Seite der Straße in den 1930er Jahren Wohnhäuser errichtet.
Nach der Gründung Freitals am 1. Oktober 1921 rückte Neudöhlen in die Aufmerksamkeit der Stadtoberen, die für die aus mehreren kleinen Gemeinden zusammengewachsene Stadt ein repräsentatives Stadtzentrum errichten wollten. Es wurden Pläne erdacht, das neue Stadtzentrum an der Grenze zwischen Neudöhlen und Deuben zu errichten. Geplant waren um den anzulegenden Neumarkt ein Rathaus, ein Finanzamt, ein Gebäude für die Ortskrankenkasse und weitere Verwaltungsgebäude. Die Pläne konnten jedoch nicht vollständig ausgeführt werden, so wurden beispielsweise das neue Rathaus oder das Finanzamt nicht errichtet. Dennoch entstanden einige repräsentative Verwaltungsgebäude wie das „Stadthaus“, das heute als Ärztehaus genutzt wird.

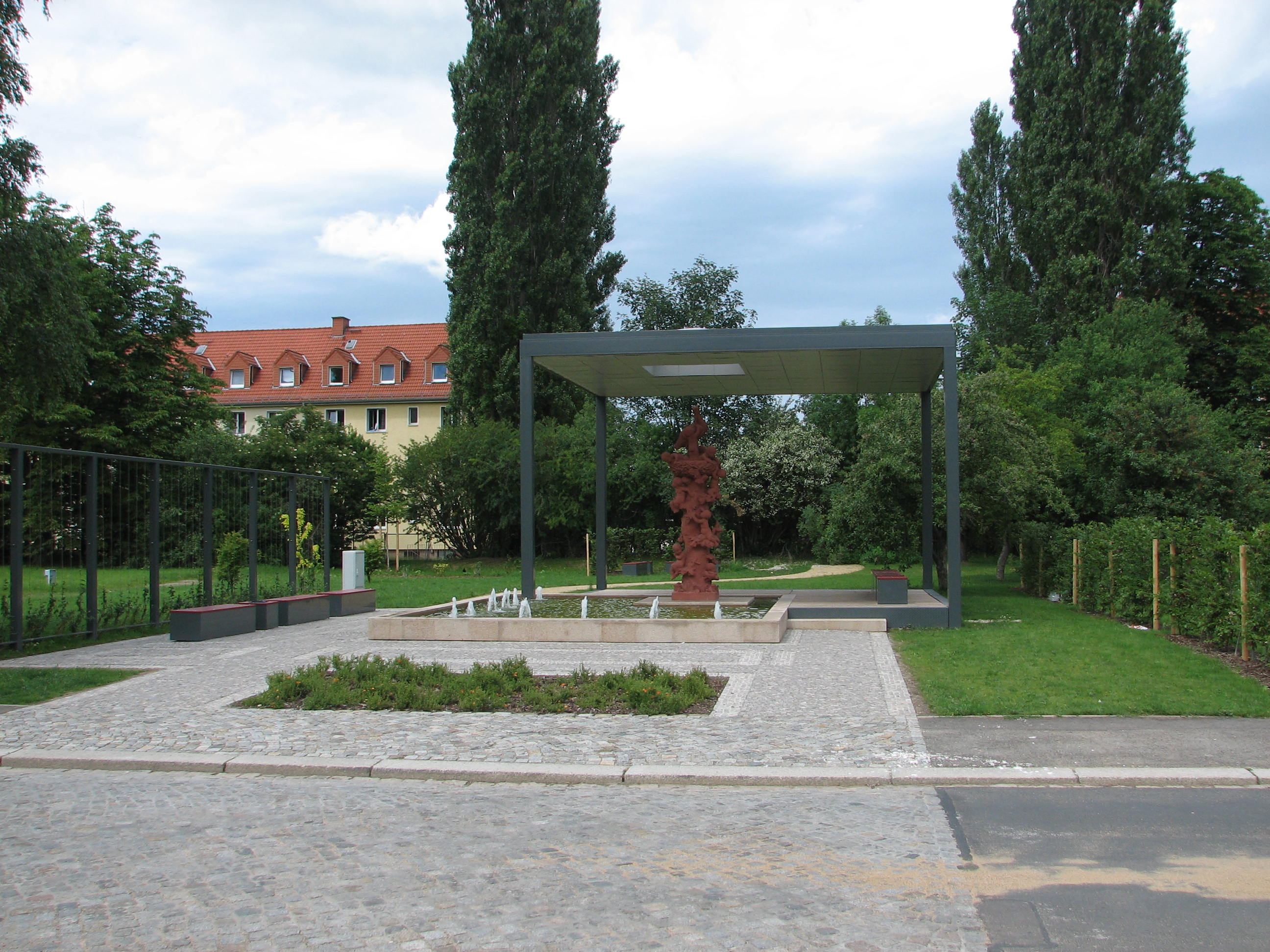
Der Storchenbrunnen mit kleinem Park

Nach der Wende wurde die frühe Idee eines Stadtzentrums in Neudöhlen wieder aufgegriffen, jedoch fehlten die finanziellen Mittel zur Realisierung neuer Bauvorhaben um den Neumarkt herum. Um das frühere Kino „Capitol“ gegenüber der Glasfabrik entstand nach Abrissarbeiten ein kleiner Stadtpark, die übrigen Wohnhäuser wurden saniert. Der Storchenbrunnen, Freitals erster Brunnen, bekam in den Jahren 2011/2012 einen neuen Standort in Neudöhlen. Das Gebiet um den Brunnen wurde anschließend als „Stadtquartier Storchenbrunnen“ entwickelt. Am Neumarkt entstand von 2011 bis 2013 ein Technologie- und Gewerbezentrum (TGZ), bis 2015 wurden einige Gebäude des ehemaligen Plastmaschinenwerks (später „Windbergarena“) abgerissen und in Ergänzung zum TGZ als Land für Firmenansiedlungen erschlossen. Bereits in den 1990er Jahren wurde unweit von einem privaten Investor das „City-Center“ mit Wohn- und Einzelhandelsflächen errichtet.